# ゴー・モーション
ゴー・モーション (GO MOTION) は、ストップモーション・アニメーションの一種で、インダストリアル・ライト&マジック社のフィル・ティペットが開発した手法である。1980年の映画『スター・ウォーズ エピソード5/帝国の逆襲』で使用されたことで有名になった。

## 概要
ミニチュアモデルを静止させて撮影する「ストップ・モーション」に対し、動いているミニチュアモデルを撮影することから「ゴー・モーション」と名付けられた。
元々、ストップモーション・アニメーションは1コマごとに動きのない物体を撮影するために「モーションブラー」というものが生じず、映像として流すとカクカクと不自然な動きに見えてしまうという欠点があった。ゴー・モーションはブレを表現するためミニチュアモデルに操演用の棒を取り付け、モーターを経由しコンピュータによってその動きをカメラで撮影する。

## 歴史
1970年の映画『恐竜時代』では、ストップモーション・アニメーターのジム・ダンフォースが、ストップモーションの1コマの撮影の際にわざとミニチュアモデルを揺らしたり、多重露光を使って擬似的に画面にブレをつけた。『帝国の逆襲』においてフィル・ティペットも同様に1コマの撮影の際にミニチュアモデルに人工的なブレをモーターを使用して与えることで、自然な動きに見せることに成功した。しかし、『帝国の逆襲』においては、この技術まだ未完成であり、ミニチュアモデルが横に移動している場合にしか効果が出なかった。その技術を洗練し確立したものが「ゴー・モーション」であり、1981年の映画『ドラゴンスレイヤー』で初めて使用された。『ドラゴンスレイヤー』の場合、ミニチュアモデルの撮影は1秒間48コマの高速度撮影を行い、被写体の巨大感を表現した。
ゴー・モーションは『E.T.』など1980年代の映画で多用されたが、撮影に時間がかかること、操演の棒自体を隠すためにマット作成が必要など手間がかかるため短いシーンでは使用が難しい技術でもあった。また、1980年代後半になるとコンピュータグラフィックスの普及と発展は著しく、ゴー・モーションによる撮影は次第にコンピュータグラフィックスに取って代わられていった。
1993年の映画『ジュラシック・パーク』でも、恐竜が登場するシーンの撮影は最初にゴー・モーションが考慮されたが、実際に使用されたのはコンピュータグラフィックスである。コンピュータグラフィックスによる「小型恐竜の群れを追いかけるティラノサウルス」のテストショットを見たスティーヴン・スピルバーグはゴー・モーションですら比べ物にならないくらい滑らかに動く様子を見て「プロセスとしてのストップモーションは絶滅した」と感じている。
コンピュータグラフィックスの普及により、SFXの技術としては使われることは極少なくなっていった。

## ゴー・モーションが使用された作品の例
ゴー・モーションが使用された作品の例を以下に挙げる。
- 『ドラゴンスレイヤー』 - 翼竜ヴァーミスラックス・ペジョラティヴ
- 『E.T.』 - 少年たちがE.T.を乗せた自転車で飛行するシーン（後CGでリメイク）
- 『ハワード・ザ・ダック/暗黒魔王の陰謀』 - 怪物ダーク・オーバーロード
- 『ウィロー』 - 双頭のクリーチャー
- 『エイリアン3』 - ゼノモーフ（ドッグエイリアン）